# انائوکتاو، بنمائوک
انائوکتاو، بنمائوک (به لاتین: Anauktaw, Banmauk) یک منطقهٔ مسکونی در میانمار است که در ناحیه زاگاین واقع شده‌است.